# Paral·lel 33° sud
El paral·lel 33° sud és una línia de latitud que es troba a 33 graus sud de la línia equatorial terrestre. Travessa l'oceà Atlàntic, l'Àfrica, l'Oceà Índic, l'Australàsia, l'Oceà Pacífic i Amèrica del Sud.

## Geografia
En el sistema geodèsic WGS84, al nivell de 33° de latitud sud, un grau de longitud equival a 93,453 km; la longitud total del paral·lel és de 33.643 km, que és aproximadament 84,0% de la de l'equador, del que es troba a 3.653 km i a 6.349 km del pol Sud

## Arreu del món
A partir del Meridià de Greenwich i cap a l'est, el paral·lel 33° sud passa per: 
| Coordenades                               | País. Territori o mar | Notes |
| ----------------------------------------- | --------------------- | --- |
| 33° 0′ S, 0° 0′ E / 33.000°S,0.000°E      | Oceà Atlàntic         | |
| 33° 0′ S, 17° 52′ E / 33.000°S,17.867°E   | Sud-àfrica            | Cap Occidental Cap Oriental – passa a través d'East London at 32° 59′ S, 27° 52′ E / 32.983°S,27.867°E                                                          |
| 33° 0′ S, 27° 57′ E / 33.000°S,27.950°E   | Oceà Índic            | |
| 33° 0′ S, 115° 40′ E / 33.000°S,115.667°E | Austràlia             | Austràlia Occidental |
| 33° 0′ S, 124° 17′ E / 33.000°S,124.283°E | Oceà Índic            | Gran Badia Australiana |
| 33° 0′ S, 134° 12′ E / 33.000°S,134.200°E | Austràlia             | Austràlia Meridional Nova Gal·les del Sud |
| 33° 0′ S, 151° 44′ E / 33.000°S,151.733°E | Oceà Pacífic          | |
| 33° 0′ S, 71° 34′ O / 33.000°S,71.567°O   | Xile                  | Regió de Valparaíso – passa a través de Viña del Mar (a 33° 0′ 0″ S, 71° 32′ 30″ O / 33.00000°S,71.54167°O) Regió Metropolitana de Santiago Regió de Valparaíso |
| 33° 0′ S, 70° 1′ O / 33.000°S,70.017°O    | Argentina             | Província de Mendoza Província de San Luis Província de Córdoba Província de Santa Fe Entre Ríos                                                                |
| 33° 0′ S, 58° 5′ O / 33.000°S,58.083°O    | Uruguai               | |
| 33° 0′ S, 53° 21′ O / 33.000°S,53.350°O   | Brasil                | Rio Grande do Sul |
| 33° 0′ S, 52° 34′ O / 33.000°S,52.567°O   | Oceà Atlàntic         | |